# Brandon (Warwickshire)
Pour les articles homonymes, voir Brandon.
Brandon est un petit village du Warwickshire, en Angleterre.
Avec Bretford, à proximité, il fait partie d'une paroisse civile et commune de Brandon et Bretford. Administrativement, il fait partie du borough de Rugby.
La rivière Avon passe juste à l'est du village. Brandon est situé sur la route A428 entre Coventry, à 8,0 km à l'ouest, et Rugby, à 9,7 km à l'est. À seulement 2,4 km à l'ouest de Brandon se trouve le village de banlieue de Binley Woods et à 2,4 km à l'est se trouve le hameau de Bretford.
Brandon est séparé du village de Wolston par un viaduc ferroviaire, mais les deux villages forment pratiquement une seule entité. Le viaduc ferroviaire date de 1837 et faisait partie du chemin de fer London and Birmingham Railway, qui fait maintenant partie de la ligne Rugby – Birmingham – Stafford, qui traverse la territoire; Les gares de Brandon et Wolston ont fonctionné jusqu'en 1960.
Le village comprend un certain nombre de vieilles maisons et possède un pub près de la voie ferrée. Juste au nord du village se trouve le stade Brandon, également connu sous le nom de stade Coventry, qui était utilisé pour les courses de speedway, les courses de lévriers et les courses de stock car avant d'être vendu pour la construction d'habitations. Le stade abritait l'équipe de speedway Coventry Bees. À l'ouest du village se trouve Brandon Marsh, une réserve naturelle de 228 acres (0,92 km2) abritant une grande variété d'animaux sauvages, et parsemée d'étangs. Le centre d'accueil de la réserve a été ouvert en 1998 par Sir David Attenborough. Également à l'ouest et au nord de Brandon Marsh se trouve Brandon Wood, une forêt communautaire détenue et gérée par un groupe local, les Friends Of Brandon Wood.
Un monticule herbeux marque les vestiges du château de Brandon, qui se trouve au sud du village. Le château a été construit au XIIe siècle par la famille de Verdon. Il y eut une garnison en 1195, mais sa durée de vie fut relativement courte, car on dit qu'elle fut « démolie » en 1265 par les troupes baronniales du château de Kenilworth, parce que Jean de Verdon était un partisan actif du roi,.

## Galerie

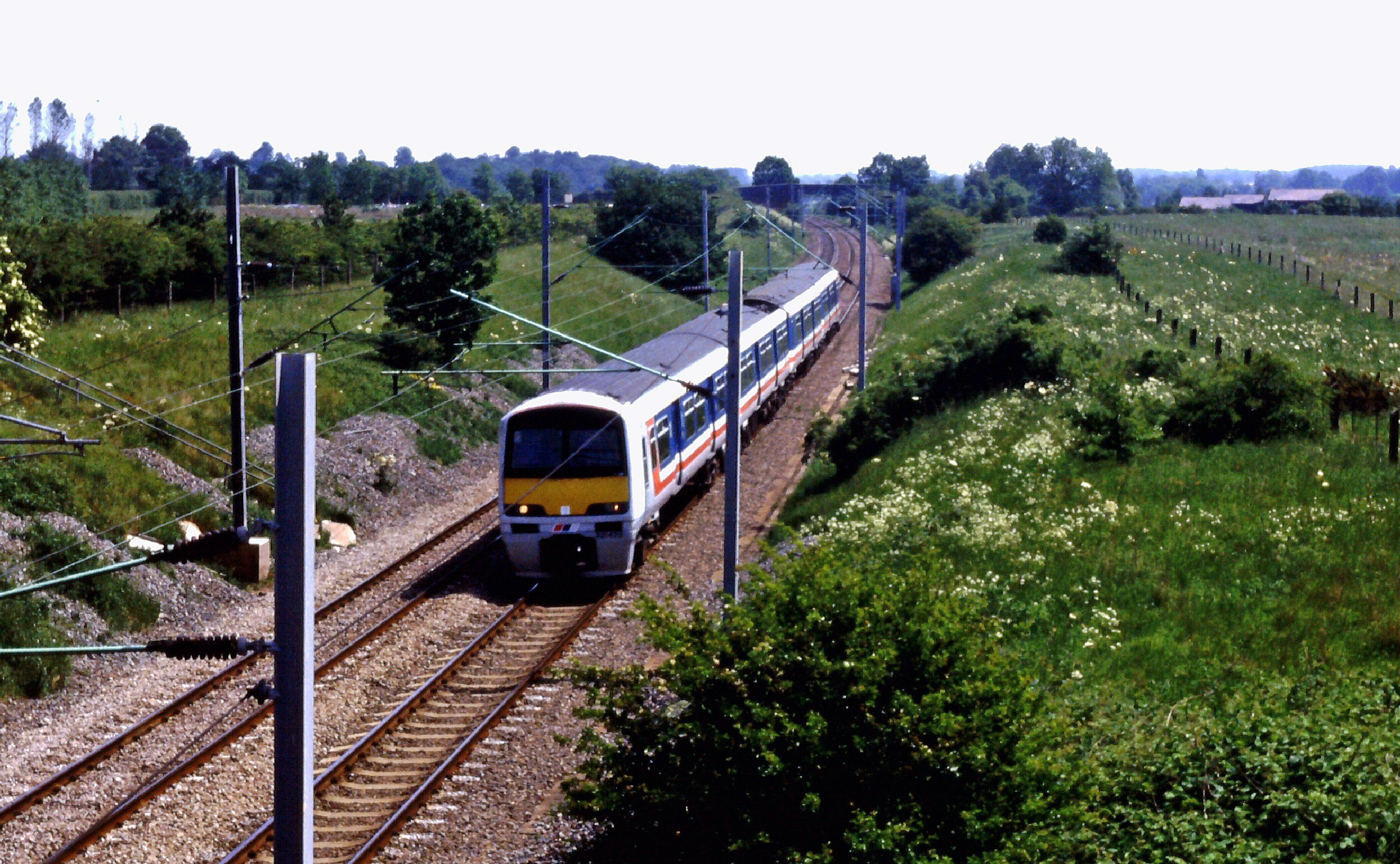
Train passant à Brandon.
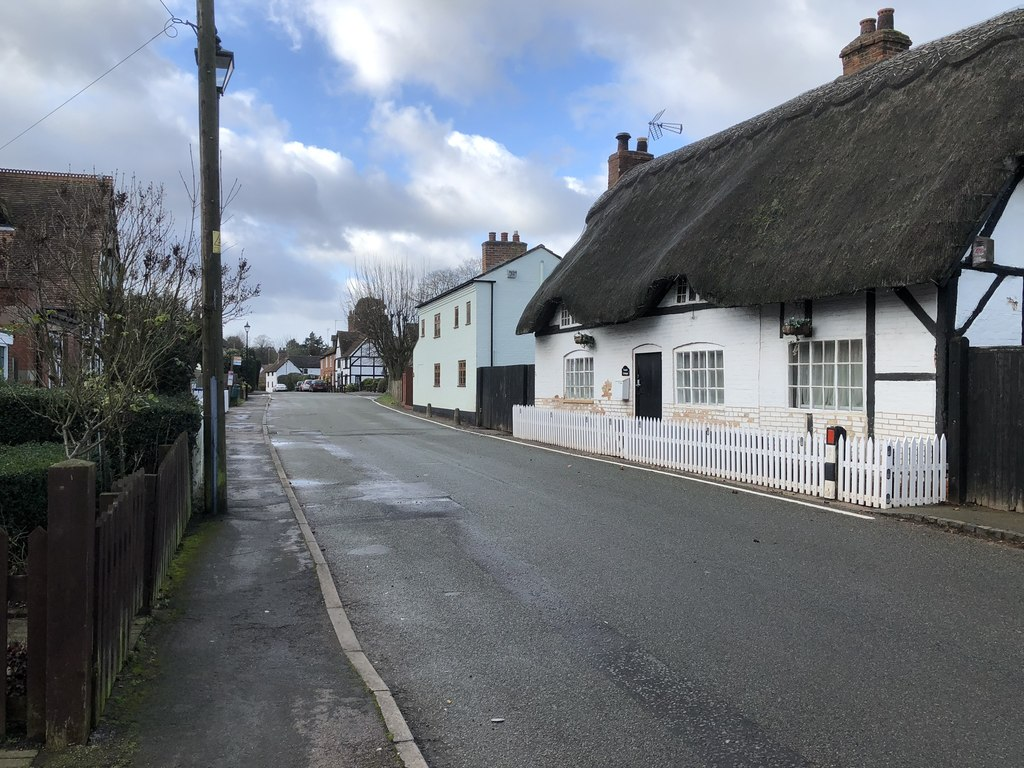
Rue principale de Brandon.
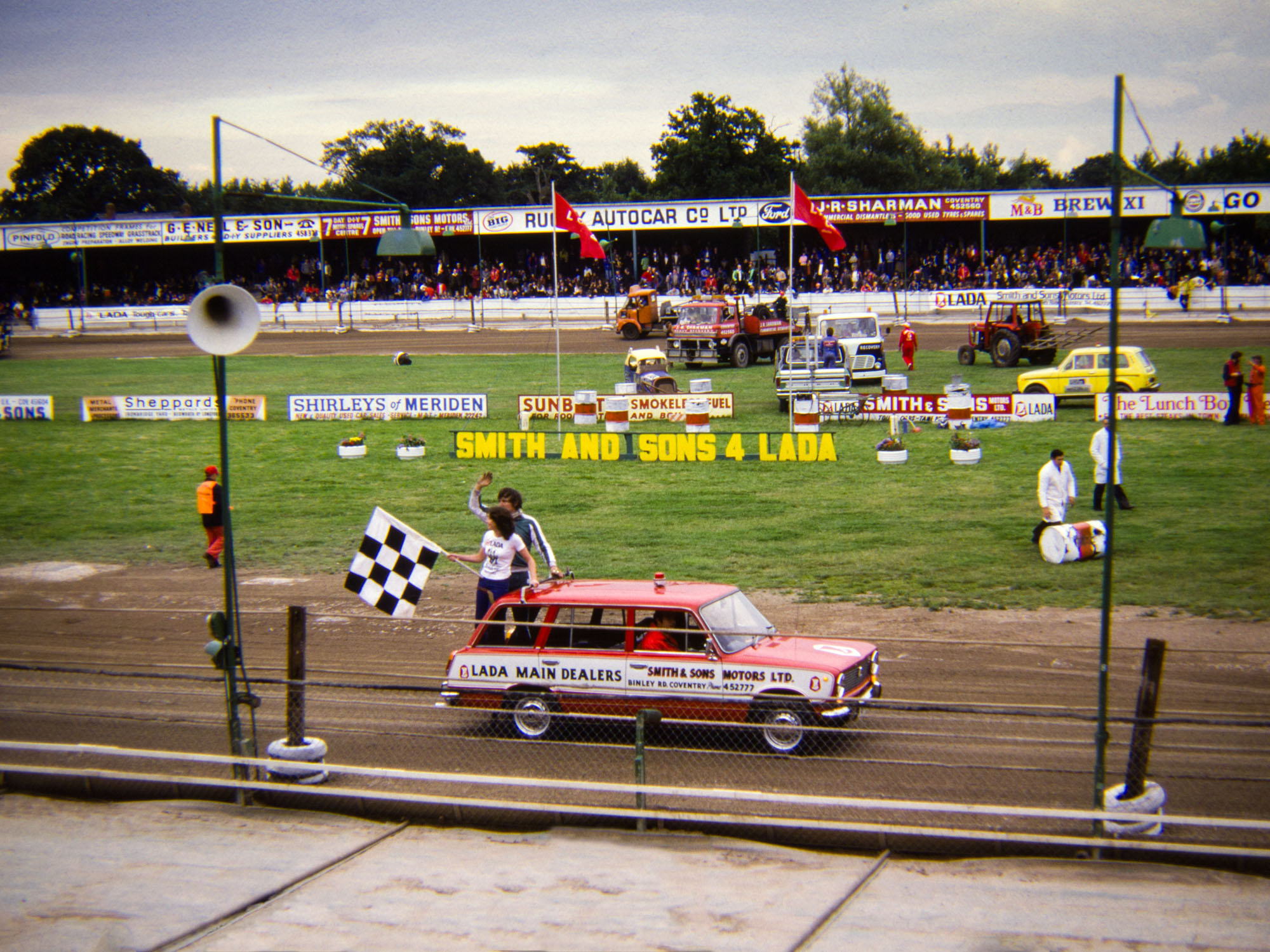
Coventry Stadium, Brandon.